# Westland Walrus
Westland Walrus là một loại máy bay trinh sát/chỉ điểm mục tiêu của Anh, do hãng Westland Aircraft thiết kế chế tạo.

## Quốc gia sử dụng
Anh Quốc
- Không quân Hoàng gia

## Tính năng kỹ chiến thuật
Dữ liệu lấy từ Westland Aircraft since 1915 
Đặc điểm tổng quát
- Kíp lái: 3
- Chiều dài: 29 ft 9 in (9,07 m)
- Sải cánh: 46 ft 2 in (14,07 m)
- Chiều cao: 11 ft 7 in (3,53 m)
- Diện tích cánh: 496 ft² (46,1 m²)
- Trọng lượng rỗng: 3.180 lb (1.445 kg)
- Trọng lượng có tải: 4.998 lb (2.272 kg)
- Động cơ: 1 × Napier Lion II, 450 hp (298 kW)

 Hiệu suất bay 
- Vận tốc cực đại: 124 mph (108 knot, 200 km/h)
- Trần bay: 19.000 ft (5.800 m)
- Vận tốc lên cao: 950 ft/phút (290 m/phút)
- Tải trên cánh: 10,8 lb/ft² (49,3 kg/m²)
- Công suất/trọng lượng: 0,09 hp/lb (0,13 kW/kg)

Trang bị vũ khí

- 1 × Súng máy Vickers
- 1 hoặc 2 súng máy Lewis